# Matt Dumba
Mathew "Matt" Dumba, född 25 juli 1994, är en kanadensisk professionell ishockeyback som spelar för Minnesota Wild i National Hockey League (NHL). Han har tidigare spelat för Houston Aeros och Portland Winterhawks i American Hockey League (AHL) och Red Deer Rebels och Portland Winterhawks i Western Hockey League (WHL).
Dumba draftades av Minnesota Wild i första rundan i 2012 års draft som sjunde spelare totalt.
Han vann guldmedalj vid 2016 års världsmästerskap samt King Clancy Memorial Trophy för säsongen 2019–2020.

## Statistik
| 2007–2008  | Calgary Bronks       | AMBHL      | 33  | 3  | 8   | 11  | 26  | 2  | 1  | 1  | 2  | 2  |
| 2008–2009  | Calgary Bronks       | AMBHL      | 33  | 20 | 18  | 38  | 96  | —  | —  | —  | —  | —  |
| 2009–2010  | Edge Mountaineers    |            | 41  | 16 | 28  | 44  | 47  | —  | —  | —  | —  | —  |
|            | Edge Mountaineers    |            | 8   | 4  | 8   | 12  | 12  | 4  | 1  | 3  | 4  | 2  |
|            | Edge Mountaineers    | MPHL       | 13  | 3  | 5   | 8   | 25  | 3  | 2  | 2  | 4  | 2  |
|            | Red Deer Rebels      | WHL        | 62  | 15 | 11  | 26  | 83  | 9  | 2  | 0  | 2  | 20 |
| 2010–2011  | Red Deer Rebels      | WHL        | 69  | 20 | 37  | 57  | 67  | —  | —  | —  | —  | —  |
| 2011–2012  | Red Deer Rebels      | WHL        | 58  | 9  | 27  | 36  | 33  | —  | —  | —  | —  | —  |
| 2012–2013  | Red Deer Rebels      | WHL        | 62  | 16 | 26  | 42  | 80  | 9  | 2  | 2  | 43 | 14 |
|            | Houston Aeros        | AHL        | 3   | 0  | 0   | 0   | 2   | 5  | 0  | 0  | 0  | 0  |
| 2013–2014  | Minnesota Wild       | NHL        | 13  | 1  | 1   | 2   | 2   | —  | —  | —  | —  | —  |
|            | Portland Winterhawks | WHL        | 26  | 8  | 16  | 24  | 37  | 21 | 8  | 10 | 18 | 33 |
| 2014–2015  | Minnesota Wild       | NHL        | 58  | 8  | 8   | 16  | 23  | 10 | 2  | 2  | 4  | 2  |
|            | Iowa Wild            | AHL        | 20  | 5  | 9   | 14  | 6   | —  | —  | —  | —  | —  |
| 2015–2016  | Minnesota Wild       | NHL        | 81  | 10 | 16  | 26  | 38  | 6  | 0  | 2  | 2  | 6  |
| 2016–2017  | Minnesota Wild       | NHL        | 76  | 11 | 23  | 34  | 59  | 5  | 0  | 0  | 0  | 2  |
| 2017–2018  | Minnesota Wild       | NHL        | 82  | 14 | 36  | 50  | 41  | 5  | 1  | 1  | 2  | 4  |
| 2018–2019  | Minnesota Wild       | NHL        | 32  | 12 | 10  | 22  | 21  | —  | —  | —  | —  | —  |
| 2019–2020  | Minnesota Wild       | NHL        | 69  | 6  | 18  | 24  | 41  | 4  | 0  | 1  | 1  | 2  |
| 2020–2021  | Minnesota Wild       | NHL        | 45  | 6  | 13  | 19  | 44  | —  | —  | —  | —  | —  |
| NHL totalt | NHL totalt           | NHL totalt | 456 | 68 | 125 | 193 | 269 | 30 | 3  | 6  | 9  | 16 |
| AHL totalt | AHL totalt           | AHL totalt | 23  | 5  | 9   | 14  | 8   | 5  | 0  | 0  | 0  | 0  |
| OHL totalt | OHL totalt           | OHL totalt | 225 | 59 | 92  | 151 | 271 | 41 | 12 | 12 | 24 | 71 |

### Internationellt
| Källa: Uppdaterad: 2021-05-03 | Källa: Uppdaterad: 2021-05-03 | Källa: Uppdaterad: 2021-05-03 |         | Utv = Utvisningsminuter | Utv = Utvisningsminuter | Utv = Utvisningsminuter | Utv = Utvisningsminuter | Utv = Utvisningsminuter |
| År                            | Lag                           | Mästerskap                    | Matcher | Mål                     | Assists                 | Poäng                   | Utv                     |                         |
| ----------------------------- | ----------------------------- | ----------------------------- | ------- | ----------------------- | ----------------------- | ----------------------- | ----------------------- | ----------------------- |
| 2011                          | Kanada                        | Ivan Hlinka                   | 5       | 2                       | 1                       | 3                       | 2                       |                         |
| 2012                          | Kanada                        | U18-VM                        | 7       | 5                       | 7                       | 12                      | 20                      |                         |
| 2014                          | Kanada                        | JVM                           | 7       | 0                       | 1                       | 1                       | 12                      |                         |
| 2016                          | Kanada                        | VM                            | 10      | 1                       | 1                       | 2                       | 2                       |                         |
| Junior totalt                 | Junior totalt                 | Junior totalt                 | 17      | 2                       | 4                       | 6                       | 14                      |                         |
| Senior totalt                 | Senior totalt                 | Senior totalt                 | 10      | 1                       | 1                       | 2                       | 2                       |                         |